# Imada
L'imada o settore (المنطقة) è la più piccola unità amministrativa della Tunisia ed è diretta dal capo di settore (omda), il quale è nominato dal ministero degli interni  ed è incaricato dell'amministrazione del settore. Ciascun settore fa parte di una delegazione.
Un settore o solo una parte di esso, insieme ad altri settori o parte di settori anche facenti parte di altre delegazioni, possono essere inclusi nel territorio di un comune.
La Tunisia, suddivisa in 24 governatorati e 264 delegazioni, ha complessivamente 2.083 imada (situazione al 31.12.2012).
I settori sono identificati all'interno del Codice geografico tunisino con sei cifre: le prime quattro identificano la delegazione e le ultime due (formati un numero che va da 51 a 99) identificano il settore all'interno della delegazione. Il numero "51" solitamente viene assegnato al settore dove ha sede l'omda (capo settore).